# Москвина (Кудымкарский район)
Москвина — деревня в Кудымкарском районе Пермского края. Входила в состав Верх-Иньвенского сельского поселения. Располагается на левом берегу реки Вежайки западнее от города Кудымкара. Расстояние до районного центра составляет 39 км. По данным Всероссийской переписи населения 2010 года, в деревне проживало 215 человек (99 мужчин и 116 женщин).

## История
По данным на 1 июля 1963 года, в деревне проживало 107 человек. Деревня являлась административным центром Вежайского сельсовета.